# العلاقات الأندورية الهندية
العلاقات الأندورية الهندية هي العلاقات الثنائية التي تجمع بين أندورا والهند.

## مقارنة بين البلدين
هذه مقارنة عامة ومرجعية للدولتين:
| وجه المقارنة                                              | أندورا                                                     | الهند                       |
| --------------------------------------------------------- | ---------------------------------------------------------- | --------------------------- |
| المساحة (كم2)                                             | 468                                                        | 3.29 مليون                  |
| عدد السكان (نسمة)                                         | 76.18 ألف                                                  | 1.35 مليار                  |
| الكثافة السكانية (ن./كم²)                                 | 16.28 ألف                                                  | 410.33                      |
| العاصمة                                                   | أندورا لا فيلا                                             | نيودلهي                     |
| اللغة الرسمية                                             | اللغة الكتالونية                                           | اللغة الهندية، لغة إنجليزية |
| العملة                                                    | يورو                                                       | روبية هندية                 |
| الناتج المحلي الإجمالي (بليون دولار)                      | 3.01 مليار                                                 | 2.60 تريليون                |
| الناتج المحلي الإجمالي (تعادل القوة الشرائية) بليون دولار |                                                            | 8.00 تريليون                |
| الناتج المحلي الإجمالي الاسمي للفرد دولار أمريكي          |                                                            | 1.60 ألف                    |
| الناتج المحلي الإجمالي للفرد دولار أمريكي                 |                                                            | 5.70 ألف                    |
| مؤشر التنمية البشرية                                      | 0.858                                                      | 0.609                       |
| رمز المكالمات الدولي                                      | +376                                                       | +91                         |
| رمز الإنترنت                                              | .ad                                                        | .in، .भारत ‏، .بھارت ‏،        |
| المنطقة الزمنية                                           | ت ع م+01:00، توقيت وسط أوروبا، ت ع م+02:00، أوروبا/أندورا ‏ | ت ع م+05:30، توقيت الهند    |

## منظمات دولية مشتركة
يشترك البلدان في عضوية مجموعة من المنظمات الدولية، منها:
| علم المنظمة | اسم المنظمة                   | تاريخ انضمام أندورا | تاريخ انضمام الهند |
| ----------- | ----------------------------- | ------------------- | ------------------ |
|             | يونسكو                        | 20 أكتوبر 1993      | 4 نوفمبر 1946      |
|             | الاتحاد الدولي للاتصالات      | 12 نوفمبر 1993      | 1869               |
|             | منظمة الشرطة الجنائية الدولية | ?                   | ?                  |
|             | الأمم المتحدة                 | 28 يوليو 1993       | 30 أكتوبر 1945     |
|             | منظمة حظر الأسلحة الكيميائية  | ?                   | ?                  |

## أعلام
هذه قائمة لبعض الشخصيات التي تربطها علاقات بالبلدين:
- أوسكار سونيخي (لاعب كرة قدم أندوري، 26 مارس 1976[18] – )

## وصلات خارجية
- موقع وزارة الخارجية الأندورية
- موقع وزارة الخارجية الهندية